# Стодолищенский сельсовет
Стодолищенский сельсовет (белор. Стадолішчанскі сельсавет) — административная единица на востоке Городокского района Витебской области Белоруссии. Административный центр — деревня Дуброво. 

## География
По территории сельсовета протекают реки Овсянка, Крапивка. На территории сельсовета расположены более 30 озёр, в том числе Вымно, Тиосто, Плав, Вышедское и Медесно.

## История
Образован 20 августа 1924 года как Бескатовский сельсовет в составе Городокского района Витебского округа БССР. Центр-деревня Бескатово. После упразднения окружной системы с 26 июля 1930 года в Городокском районе БССР, с 20 февраля 1938 года — Витебской области. 16 июля 1954 года к сельсовету присоединена территория упразднённого Вышадского сельсовета. 4 марта 1960 года к сельсовету присоединена часть упразднённого Болецкого сельсовета (19 населённых пунктов: Богомазово, Бураково, Волненки, Вокшево, Грибали, Заозерье, Зайцы, Козырево, Кащиха, Круглики, Лапушница, Мироненко, Ново-Болецк, Новая Деревня, Переделка, Протинцы, Ушаково, Шетики и Ероненки). 15 октября 1960 года в состав сельсовета из Бычихинского сельсовета передана деревня Загоране. 22 декабря 1960 года в состав сельсовета из Верецкого сельсовета переданы деревни Корнилы, Мосеевка, Привальни, Привальни 2-я и Шандры. 3 июля 1970 года в состав Бычихинского сельсовета переданы деревни Забаровцы и Загоране.
В 1971 году упразднены деревни Загузье и Марковцы.
26 марта 1973 года центр сельсовета перенесён в деревню Стодолище, сельсовет переименован в Стадолищенский сельсовет. В его состав вошли Бескатовский, Вышедский, Болецкий, Канашинский, Веречский сельсоветы. В 1987 году упразднены деревни Новая Заря и Перетинцы. 
В 2004 году к сельсовету присоединена территория упразднённого Веречского сельсовета (14 деревень: Веречье, Дуброво, Заборок, Загузье, Заналючик, Заречье, Козловичи, Канаши, Крючки, Низкие, Новка, Стаи, Стырики, Село).
С июня 2009 года центром Стодолищенского сельсовета стала деревня Дуброво, которая расположена в 28 км от районного центра (г. Городок) и в 67 км от областного центра (г. Витебск).
29 сентября 2017 года упразднены деревни Бабахина и Крючки, 31 августа 2018 года — деревня Низкие, 24 сентября 2021 года — деревни Корнилы, Мосеевка и Поздняково.
29 октября 2021 года упразднены населённые пункты — Корнилы, Мосеевка, Позняково .
20 января 2023 года упразднена деревня Шандры.  

## Состав
Стодолищенский сельсовет включает 44 населённых пунктов:
- Антоновцы — деревня (в 2021 году численность населения 1 чел[2]
- Бабиновичи — деревня (4 человека)
- Баканы — деревня (9 человек)
- Берёзно — деревня (1 человек)
- Бескатово — деревня (2 человека)
- Веречье — деревня (104 человека)
- Вокшево — деревня (5 человек)
- Волненки — деревня (9 человек)
- Вышедки — деревня (31 человек)
- Горяне — деревня (1 человек)
- Грибали — деревня (нежилая)
- Дубиково — деревня (8 человек)
- Дуброво — деревня (население 189 человек)
- Дуброво-1 — деревня (3 человека)
- Ероненки — деревня (16 человек)
- Заборок — деревня (1 человек)
- Заналючик — деревня (нежилая)
- Заозерье — деревня (10 человек)
- Заречье — деревня (23 человека)
- Канаши — деревня (35 человек)
- Козловичи — деревня (11 человек)
- Лапушница — деревня (5 человек)
- Литвиново — деревня (нежилая)
- Мартюши — деревня (нежилая)
- Новая — деревня (7 человек)
- Новка — деревня (1 человек)
- Новый Болецк — деревня (84 человека)
- Носачи — деревня (2 человека)
- Обидино — деревня (нежилая)
- Половичи — деревня (нежилая)
- Полуяново — деревня (нежилая)
- Привальни — деревня (9 человек)
- Прудняне — деревня (нежилая)
- Пшеничено — деревня (26 человек)
- Седуны — деревня (4 человека)
- Село — деревня (нежилая)
- Смоловка — деревня (население 104 человека)
- Стодолище — деревня (116 человек)
- Стырики — деревня (1 человек)
- Телешово — деревня (15 человек)
- Улишицы — деревня (76 человек)
- Фролово — деревня (25 человек)
- Щелбово — деревня (4 человека)
- Януйлово — деревня (4 человека)

Упразднённые населённые пункты:
- Бабахино — деревня[7]
- Крючки — деревня[7]
- Асиновка — деревня[8]
- Загузье — деревня[8]
- Стаи — деревня[8]
- Шейковцы — деревня
- Шетьки — деревня
- Низкие — деревня
- Корнилы — деревня
- Мосеевка — деревня
- Позняково — деревня
- Шандры — деревня